# 津久見市消防本部
津久見市消防本部（つくみししょうぼうほんぶ）は、大分県津久見市の消防部局（消防本部）である。管轄区域は津久見市全域。

## 主力機械
- 消防ポンプ自動車：2
- 化学消防車：1
- 高規格救急自動車：3
- 指揮車：1
- 広報車：1

2017年10月18日現在

## 沿革
- 1952年（昭和27年）6月1日 - 津久見市消防本部を設置。
- 1959年（昭和34年）10月1日 - 津久見市消防署を設置。
- 1962年（昭和37年）7月 - 司令車兼救急車を購入し、救急業務を開始。
- 1965年（昭和40年）11月 - 津久見市消防庁舎を中央町に新築移転。
- 2016年（平成28年）3月24日 - 津久見市消防本部新庁舎を上青江（現在地）に移転し運用開始[1]。
- 2024年（令和6年）8月6日 - 通信指令業務を大分市消防局内の「おおいた消防指令センター」に移管[5]。

## 組織
- 本部 - 庶務係、予防係、警防係、救急係[3]
- 消防署

## 消防署
| 消防署         | 住所                  |
| -------------- | --------------------- |
| 津久見市消防署 | 大字上青江3617番地の1 |